# Confiterad anka
Confiterad anka (på franska: confit de canard) är en specialitet från sydvästra Frankrike, mer specifikt Gascogne, Périgord, Quercy och Languedoc. Det rör sig om lår eller vingar av anka som tillagats genom confitering.

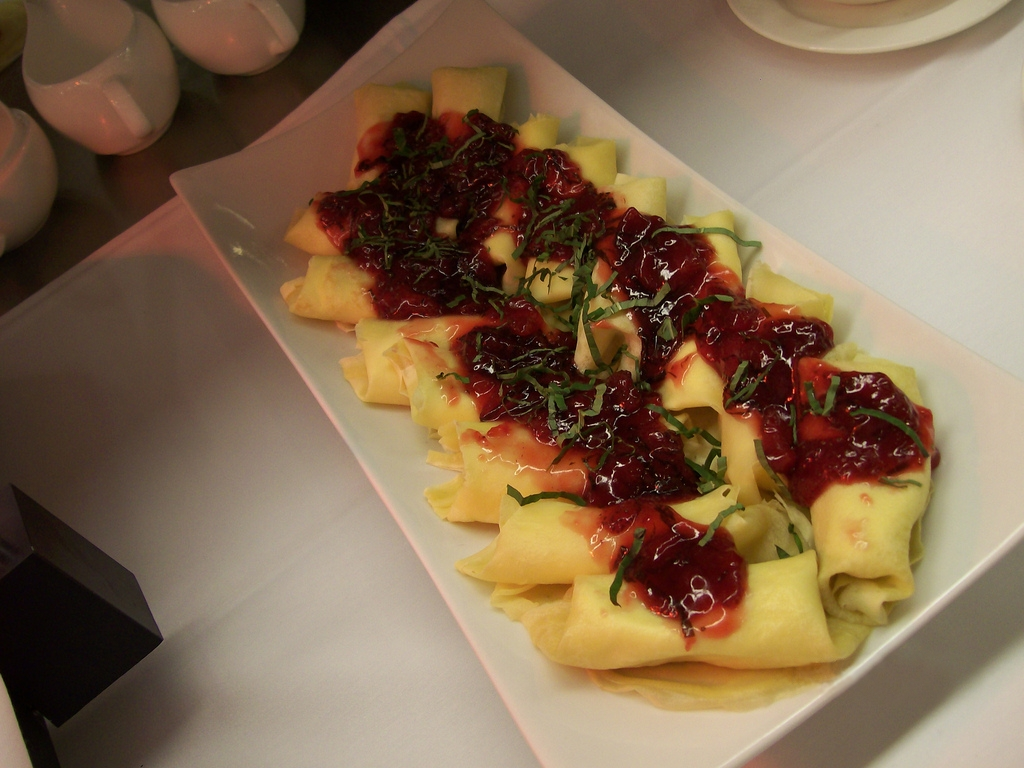
Crêpes fyllda med confiterad anka och cumberlandsås.
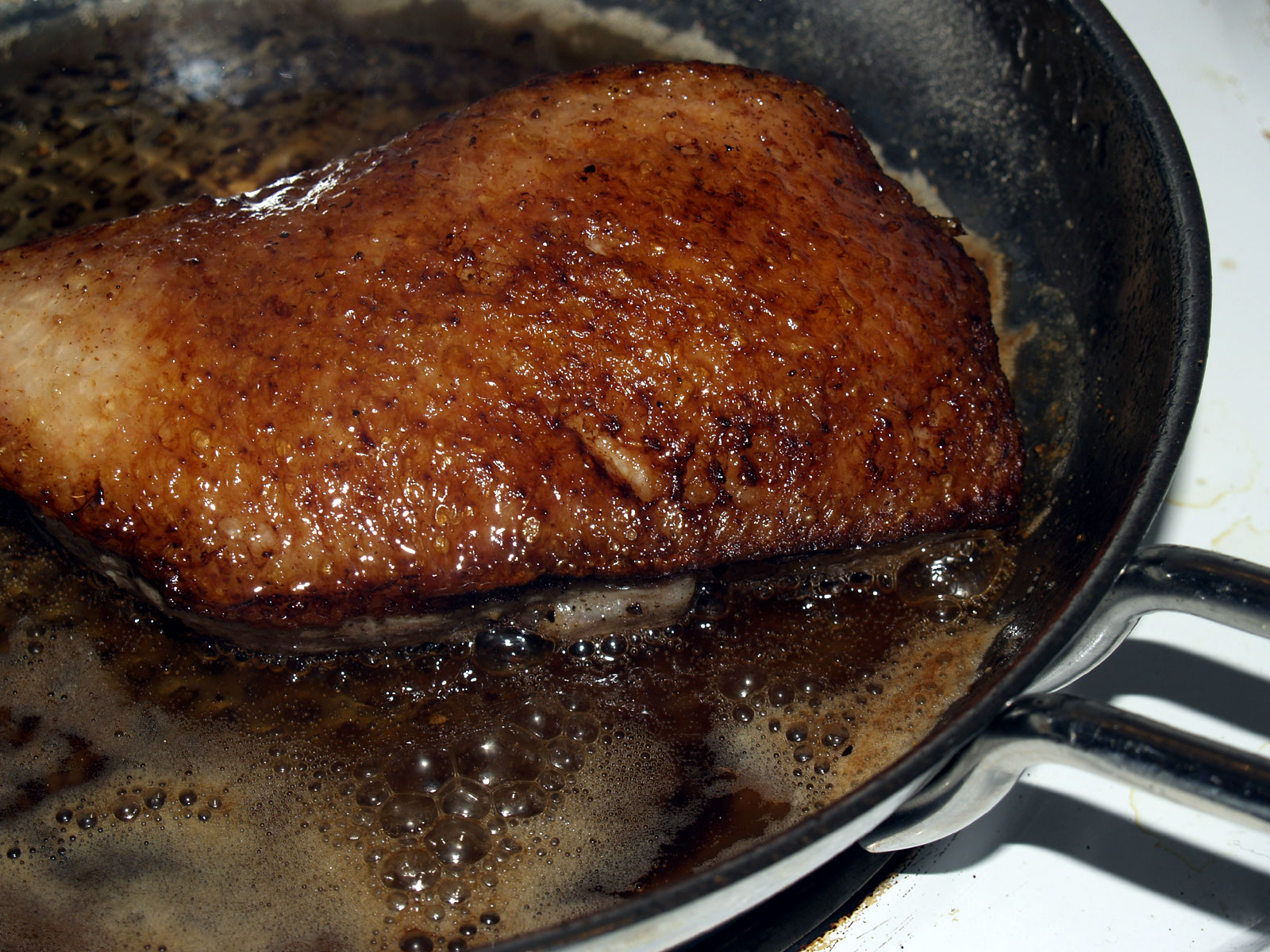
Confiterad och sedan pannstekt anka.
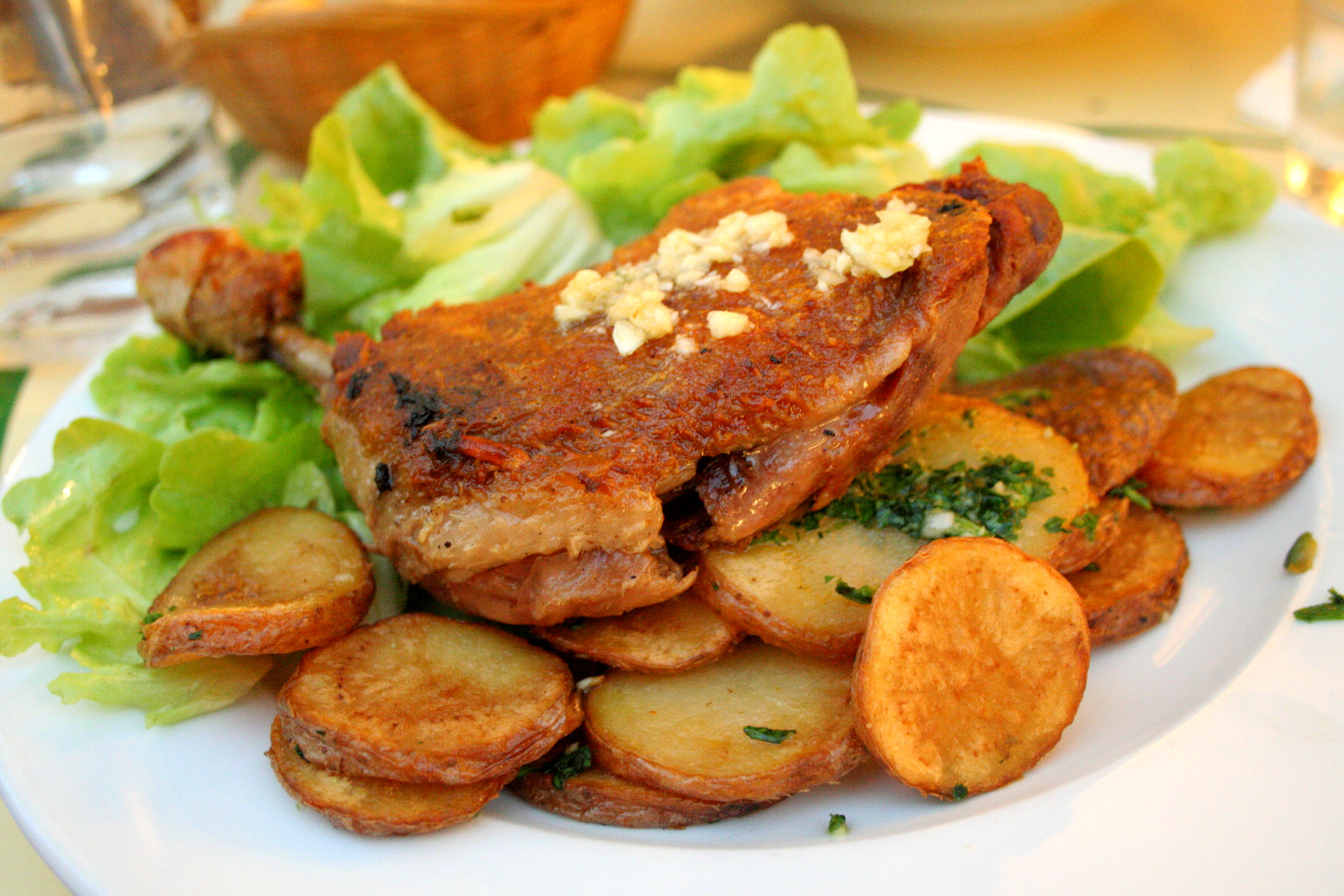
Confiterad anka och potatis à la sarladaise.